# SHAKA SHAKA TO LOVE
「SHAKA SHAKA TO LOVE」（シャカ・シャカ・トゥー・ラブ）は、2020年12月24日にUP-FRONT WORKS
から配信されたアンジュルムの2作目のデジタル・ダウンロードシングル。
ここでは、2021年9月1日にUP-FRONT WORKSから配信された同グループの3作目のデジタル・ダウンロードシングル「SHAKA SHAKA #2 LOVE カラフルライフ編」（シャカ・シャカ・トゥー・ラブ カラフルライフへん）についても説明する。

## 解説
- 2020年11月27日、サンスター『Ora2 me』のWebタイアップソングとして発表し、ミュージック・ビデオが公開された[4]。
- 同年12月9日に卒業した6期メンバーの船木結もこの楽曲に参加しており、これが最後に参加した楽曲となる。また、この楽曲が発表される以前の11月2日に加入した9期メンバーの川名凜、為永幸音、松本わかなはこの楽曲には参加していない。
- 2021年6月23日に発売されたシングル『はっきりしようぜ/泳げないMermaid/愛されルート A or B?』初回生産限定盤SPでCD初収録となった。
- 2021年7月12日、川名・為永・松本が参加した10人体制で、歌詞を一部改訂し、大久保薫によるアレンジの曲に改変した「SHAKA SHAKA #2 LOVE カラフルライフ編」のミュージック・ビデオを公開[5]。前年に続く、サンスター『Ora2 me』のWebタイアップソング第2弾となっている。また、5期メンバーの笠原桃奈にとっては、これが最後に参加した楽曲となった。2022年5月11日に発売されたシングル『愛・魔性/ハデにやっちゃいな!/愛すべきべき Human Life』初回生産限定盤SP1でCD初収録となった。

## 収録曲

### SHAKA SHAKA TO LOVE
| #         | タイトル                | 作詞      | 作曲       | 編曲      | 時間 |
| --------- | ----------------------- | --------- | ---------- | --------- | ---- |
| 1.        | 「SHAKA SHAKA TO LOVE」 | 児玉雨子  | 星部ショウ | 鈴木俊介  | 3:24 |
| 合計時間: | 合計時間:               | 合計時間: | 合計時間:  | 合計時間: | 3:24 |

### SHAKA SHAKA #2 LOVE カラフルライフ編
| #         | タイトル                                 | 作詞      | 作曲       | 編曲      | 時間 |
| --------- | ---------------------------------------- | --------- | ---------- | --------- | ---- |
| 1.        | 「SHAKA SHAKA #2 LOVE カラフルライフ編」 | 児玉雨子  | 星部ショウ | 大久保薫  | 4:16 |
| 合計時間: | 合計時間:                                | 合計時間: | 合計時間:  | 合計時間: | 4:16 |

## リリース日一覧
| 地域 | リリース日     | レーベル       | 規格                 | カタログ番号                                    |
| ---- | -------------- | -------------- | -------------------- | ----------------------------------------------- |
| 日本 | 2020年12月24日 | UP-FRONT WORKS | ダウンロードシングル | UFDL-1468（AAC-LC・44.1kHz/16bit・128/320kbps） |
| 日本 | 2021年9月1日   | UP-FRONT WORKS | ダウンロードシングル | UFDL-1483（AAC-LC・44.1kHz/16bit・128/320kbps） |

## 参加メンバー
- 2期：竹内朱莉
- 3期：佐々木莉佳子
- 4期：上國料萌衣
- 5期：笠原桃奈
- 6期：船木結[注釈 1]、川村文乃
- 7期：伊勢鈴蘭
- 8期：橋迫鈴
- 9期：川名凜[注釈 2]、為永幸音[注釈 2]、松本わかな[注釈 2]